# Arulidae
Arulidae is een familie van zachte koralen uit de klasse der Anthozoa (Bloemdieren).

## Geslacht
- Arula McFadden & van Ofwegen, 2012